# Старе Песцироґі
Старе Песцироґі (пол. Stare Pieścirogi) — село в Польщі, у гміні Насельськ Новодворського повіту Мазовецького воєводства.
Населення — 771 особа (2011).
У 1975-1998 роках село належало до Цехановського воєводства.

## Демографія
Демографічна структура станом на 31 березня 2011 року:
|          | Загалом | Допрацездатний вік | Працездатний вік | Постпрацездатний вік |
| -------- | ------- | ------------------ | ---------------- | -------------------- |
| Чоловіки | 386     | 73                 | 285              | 28                   |
| Жінки    | 385     | 70                 | 251              | 64                   |
| Разом    | 771     | 143                | 536              | 92                   |